# Nikon D3
D2Hs D3X
D3S
Le Nikon D3 est un appareil photographique reflex numérique mono-objectif.
Lancé par Nikon en octobre 2007 en même temps que le Nikon D300, c'est un boîtier professionnel qui remplace les D2Hs et D2Xs.
 C'est le premier appareil Nikon disposant d'un capteur plein format ou Full-Frame au format Nikon FX, celui-ci mesure donc 24×36 mm.
Nikon a reçu pour ce boîtier le prix TIPA (Technical Image Press Association) du meilleur reflex numérique professionnel le 11 avril 2008.

## Caractéristiques
- Processeur d'images EXPEED